# 絕代雙驕角色列表
絕代雙驕角色列表，是古龍所作的武俠小說《絕代雙驕》裏全部登場人物的概覽。

## 主要角色
小鱼儿
故事的男主角，出現自第七回。花月奴與江楓之子，本名江小魚，人稱小魚兒，是漏網之魚的意思，書中有時又叫江魚。由惡人谷十大惡人中的數位惡人所收養，常自詡為「天下第一聰明人」。自小因被血手杜殺訓練冷酷殘忍的惡人，導致臉孔與身軀遍佈著傷疤。左眼角到咀角有一道長長的刀疤，但相貌一點也不醜，反而令見過他的男女都不能忘記他。他的浪子性格令許多女性們對他又恨又愛，他的淘氣同時讓仇敵們對他既好氣又好笑。身高與李大嘴般魁梧。
機靈敏銳，精通醫藥、偷竊、騙術、易容，甚至廚藝也是青出於藍。初期武功不高，比很多女人還不如，但以聰明機智一次次化險為夷，出奇制勝。直到他遇上完美傑出的花無缺，發現任何詭計在他面前都無法可施，甚至發現過去在惡人谷中是受到十大惡人們的寵愛才能橫行無阻；因此決心改變過去劍走偏鋒、花招百出的路子，但也並未捨棄從十大惡人處學來的各種本領。
小魚兒其實早就從喬裝的移花宮主處知道自己的身世，也從藥師萬春流處了解燕南天的偉大，潛意識中仍有著要學習義伯父燕南天的心理。雖然常裝得像個惡人，但從義釋父仇、為十大惡人向燕南天求情、拼命幫助失憶的慕容九等情節中，流露其口硬心軟、擁有溫暖善良的一面。因機緣巧合練成由過去五位武功高強的人編撰的〈五絕神功〉。最終與孿生兄弟花無缺相認，與蘇櫻結婚成為夫妻。
花無缺
小魚兒的孿生兄弟，也是故事的男主角，出現自第二十三回。移花宮傳人兼宮中唯一的男人，被兩位移花宮宮主授予超卓武功，因為一手〈移花接玉〉的武功而為武林同道敬佩。外表被路仲遠認為和當年的「天下第一美男子」、「玉郎」江楓容貌相仿，同時承傳了移花宮主的風華氣質，貌若天神。智勇兼備，揭破燕南天藏寶圖的陰謀，加上恩威並施，使他迅速在江湖上成名。
雖然被世人認為其集完美特質於一身且各項素質出色，但受兒時在嚴厲的環境成長的影響，使他內心的感情和性格卻相當壓抑，因為與鐵心蘭邂逅而喚起他所有的人類情感和對愛的渴望。為人專情，認定鐵心蘭是自己一生刻骨銘心的愛人，但鐵心蘭和江小魚曾有若干感情，始終不敢面對兩人日漸深厚的感情，使他一度陷入三角戀中，差點迷失自我。多次與鐵心蘭經歷出生入死的磨難後，終於精誠所至，堅定彼此的愛情。更和江小魚握手言和，化敵為友。
鐵心蘭
登場於《絕代雙驕》第十二回。狂獅鐵戰之女，自幼飄零，孤身闖蕩江湖尋找父親鐵戰下落。故事的女主角之一，聯繫雙驕的首要樞紐人物，同時使小魚兒和花無缺傾心的女子。外型美麗純樸，內心純淨且溫柔大方，待人至真至善，同時擁有俠骨柔腸與英姿颯爽的磊落坦蕩特質，這對小魚兒和花無缺是特別動人心弦的魅力。行事皆憑赤子之心，義字當頭，無償付出。
對小魚兒有情有義，為保他的性命不惜犧牲一切。曾為解救被花無缺追殺的小魚兒，犧牲清白；也為花無缺的情深若海，無以為報，情義兩難全。當花無缺有生命危險之時，願意捨命相救。面對小魚兒和花無缺相戰不死不休的殘局，心中苦不堪言。在小魚兒和花無缺的最後決鬥時，認定花無缺是夫君。服毒殉情被蘇櫻救活，最終與花無缺修成正果。
鐵心蘭是故事裡同時最了解和最關切小魚兒和花無缺的人，也是第一個發現他們兄弟相似的人。
蘇櫻
蘇櫻是《絕代雙驕》的第一女主角，因外貌神情與絕世美女移花宮主神似，自幼被十二星象之首魏無牙收為養女，古龍曾描述她：「她不回頭也罷，此番回過頭來，滿谷香花，卻似乎頓然失去了顏色，只見她眉目如畫，嬌靨如玉，玲瓏的嘴唇雖嫌太大了，廣闊的額角，雖嫌太高了些，但那雙如秋月，如明星的眼珠，卻足以補救這一切……她也許並不能算很美，但她那絕代的風華，卻令人自慚形穢，不敢平視。」 。蘇櫻不只有絕代的容貌，更有超凡的醫術與機關術，個性富有智慧且機靈。即使因不屑習武而手無縛雞之力，但無論面對高人一等的移花宮傳人花無缺，或是卑鄙狡詐的小魚兒死對頭江玉郎，都能以智取勝輕鬆應付。鍾情於小魚兒，為了小魚兒能徒手爬上峭壁甚至同躍深淵，與小魚兒心有靈犀，並知所進退，常有令人莞爾的互動情節，為《絕代雙驕》後半部增添許多趣味，是古龍筆下少見能和男主角平起平坐的奇女子。
登場於《絕代雙驕》第八十二回。魏無牙的養女，自小被魏無牙放在手心中呵護，視若珍寵，模仿移花宮主養成自視甚高，孤僻無情的性情，教她學習醫藥毒理、機關消息的知識。外表不如絕色亮眼的鐵心蘭、張菁、慕容九等美人，但擁有同輩女子所不具備的脱俗氣質，其神情與言談舉止連女人看了也喜歡；她善察人心，擅於抓住人性弱點與奸詐不軌之徒周旋，對貪圖其美色與試圖誘取「移花接玉」秘密的江玉郎將計就計，下毒制服懲治，並以癢粉報復偷走花無缺的白夫人，以示懲戒。
本對幽居外的俗人甚為不屑，對終日打殺的武林人更為厭惡，直至遇到聰明神氣的主角小魚兒。對小魚兒情有獨鍾，於是勇敢追愛，決定一生跟定他。常與他鬥嘴作樂，卻也懂得什麼時候該順服著小魚兒。在小魚兒和花無缺的最後決鬥時曾想毒死花無缺，卻被小魚兒道破計謀，悲傷離去。
兄弟的真相大白後，小魚兒終將娶她為妻，於是成為小魚兒最後的感情歸宿。
演员：
- 1979年香港電視劇《絕代雙驕》：米雪
- 1986年電視劇《新絕代雙驕》：黃慧文
- 1988年香港電視劇《絕代雙驕》：谢宁
- 2005年中國大陸電視劇《小魚兒與花無缺》：袁泉
- 2020年中國大陸電視劇《絕代雙驕》：梁潔

燕南天
江湖人稱「天下第一神劍」。第一美男子「玉郎」江楓之結拜大哥。
他顴骨棱棱的臉上有墨般濃眉，瞇眼如懶虎，張目似閃電；八尺長軀骨骼長大，雙肩寬闊，兩手垂膝，雄偉身材生無餘肉。他擁有天生神力的體質，金剛之軀有如天神般的氣勢，一身殺氣可使人汗毛直豎，靈魂出竅；聲如洪鐘的嗓音能響徹群山，一聲叱吒，便可令群賊喪膽。他不但自創了縱橫開闔、剛強威猛的〈神劍訣〉，更練成了武道佛禪的曠世神功〈嫁衣神功〉，是天下無敵的強者。
雖然民間盛傳他有一把媲美神物利器的寶劍以及蒐集一些古玩珍寶，但平時他卻用一把鏽鐵劍，打扮也像個窮漢一樣。
路仲遠
天性好武、精研劍法，而且內力有獨到之處深厚無比，終年闖蕩江湖，奔波勞苦，從來也未能領略到兒女柔情的滋味，名號為「南天大俠」。
「南天大俠」路仲遠與「長江大俠」史揚天都是書裡上一輩人物中的一代大俠，俠駕一到，對待惡人都是殺盡殺絕，江水變紅的凶狠角色，而且路仲遠和「天下第一神劍」大俠燕南天是多年好友，秉性脾氣有幾分相似。在行俠仗義的盛名時期曾經擊敗過「十大惡人」之首血手·杜殺，但卻敗在「十二星相」之首（鼠）魏無牙的詭異招式後絕跡江湖十餘年。在得燕南天授以獨創絕學〈神劍訣〉，之後借用燕南天之名復出江湖，震懾惡人谷眾人並尋找小魚兒，最終死於江別鶴之子江玉郎的詭計暗算之下。
江楓
出現自第一回。江湖人稱「玉郎」，其妻為「移花宮」邀月奴婢——花月奴。小魚兒、花無缺之父。
擁有絕代氣派的天下第一神劍大俠燕南天為其生平知友，性情相投，結拜為異姓兄弟，燕南天為兄，江楓為弟。
江楓俱有「絕世風采」，是一位「倚馬斜橋、一擲千金的風流公子」，被稱為「天下第一美男子」，「世上絕沒有一個少女能抵擋江楓的微微一笑」，「江楓的笑，可令少女的心粉碎」。
雖為移花宮大、小二宮主的垂憐，但卻鍾情於婢女花月奴，並暗結珠胎；江楓心知大宮主邀月善妒，決不會容忍自己輸給一個婢女，因此偷偷帶著花月奴私奔，並透過家僕江琴變賣家財籌措旅費、通知義兄燕南天在路上接應。但江琴卻將情報同時賣給十二星相和移花宮大小宮主，使得江楓和逼近臨盆的花月奴在路上陸續遭到十二星相的攔阻，最終既等不到燕南天、也無法逃過移花宮主的追殺，隨著花月奴之死而殉情。

## 移花宮
江湖上最神秘的門派，位於繡玉谷中，武功另闢一路。宮中個個都是武功高強的女子，卻不問世事，甚至在繡玉谷口道上明題「擅入谷者死」。
邀月
邀月是《絕代雙驕》一書裡繡玉谷移花宮的大宮主，與生俱來便帶著一種懾人且不可抗拒的魔力，對外展現出高居其上的態度，其性格如火似冰，利劍鋒芒，是鬼又是神。她是一個絕世美人，擁有絕頂美麗的臉和一雙明亮的眼睛，而且氣質出塵，絕代風華。她的聲音靈動、縹緲，不可捉摸，雖然語調冷漠、無情，令人戰栗，卻又清柔、嬌美，攝人魂魄。她輕功傲世，聽力超絕，會冠絕天下的掌法〈移花接玉〉，因練成內家正宗的絕頂心法〈明玉功〉第九層不但越來越年輕得以青春常駐，還使她冰一樣蒼白冷酷的臉上出現玉一般晶瑩柔潤的光。是當年造成江楓和花月奴遇害、策畫讓小魚兒、花無缺兩兄弟自相殘殺的始作俑者。在小魚兒、花無缺兄弟相認後，感慨多年計策成空而瘋癲，從萬春流手裡取回不詳之劍「碧血照丹青」，帶走妹妹憐星的遺體，此後去向不明。
憐星
憐星是《絕代雙驕》中移花宮的二宮主，大宮主邀月的妹妹，絕色容貌與高貴氣質並不亞於邀月，亦是絕代風華的絕世美人，她嬌靨甜美，更勝春花，靈活的眼波中非但充滿了不可描述的智慧之光，也充滿了稚氣，她的語聲靈巧、活潑，彷彿帶著種天真的稚氣，容易讓人產生憐惜之心。但小時候與邀月搶摘桃子時有過摩擦，被邀月從樹上推下來導致身體殘疾，纖弱而苗條的身形下左手與左足有無法掩飾的畸形，也因此她是一位性格極為複雜的人。她輕功僅次於邀月，玉齒可斷鋼碎鐵，會移花宮秘傳的天下第一掌法〈移花接玉〉，因練成內家正宗的絕頂心法〈明玉功〉第八層而容顏保持美麗嬌甜。
心地較邀月宮主善良，因為姐姐冷酷無情，所以處處忍讓。她和姐姐都愛戀江楓，與邀月因妒成恨不同，憐星始終深愛著江楓，在黑夜中救下被十二星相逼入絕境的江楓和花月奴。姐姐邀月出現欲殺剛出生雙胞兒時，憐星因不忍心，為其求情，並想出由移花宮抱走一個扶養，待他日長大成人，叫兄弟倆於不知情下相互殘殺計謀（實為保全江楓血脈）。平日她亦教導花無缺讀書、習武。最後不忍小魚兒、花無缺兩兄弟自相殘殺，欲告知其真相，被邀月所殺。
花月奴
繡玉谷移花宮的宮女。
江楓受傷被救到移花宮的期間，和花月奴暗生情愫，從移花宮逃離私奔，並產下江小魚與花無缺。最后被邀月殺死。
荷露
移花宮宮女。
是一個清冷驕傲的女子，並是移花宮女子的典型——固然美麗聰敏，卻少了許多常人的生氣和感情。
鐵萍姑
移花宮叛徒，曾救小魚兒出邀月手中。小魚兒待她極好，她卻受江玉郎欺騙失身於他。江玉郎在白山君手下受盡侮辱，她為了江玉郎受要挾，不惜脫光身子引誘小魚兒中計，最後她被江玉郎拋棄，心灰意冷，和日久生情的十二星相胡藥師在一起。故事最後才知道她是李大嘴的親生女兒。

## 惡人谷
惡人谷位於崑崙山谷，堪比京城的精制房楼街道，乃天下惡人逃難的地方，集合最高明的殺手、小偷、強盜和騙子，其中以十大惡人最為著名。他們的武功不見得高，但個個為避仇而入谷，合烏合之眾之力，加上人人機智狡猾，武林正道個個都聞之變色。

### 十大惡人
在江湖上人人嗤之以鼻的十個成名惡人。他們的武功不是最高，性格也不是最惡，只是脾氣習慣特別不正常，有不同的怪癖，並把這些怪癖研究成學問，在江湖上橫行。他們往往把一件很可惡很醜陋的事變得很有趣。其中五個人是小魚兒的養父母，在小魚兒心中對他們始終有著感激。有些人有著使其大受打擊的悲慘過去，在不得已的情況下成為惡人，因此對人性十分的不信任；有些人的過去沒有那麼悲慘，甚至可以說是極為普通，卻還是讓他們發狂；還有些人就是一路因興趣而行惡。他們彼此之間除了被天下人所厭惡外，其實沒有太多共通點，因此也互不信任、互相猜忌，連一手養大的小魚兒也不例外。在故事的最後，依然因為貪心以及對人性的不信任，除了並無真正劣跡的恶赌鬼轩辕三光和狂狮铁战外，皆落得非常悲慘的下場。
五人养育小鱼儿，最后多死于十大恶人自相残杀，僅有鐵戰和軒轅三光存活下來。
「血手」杜殺
惡人谷中武功排名第一，雙手戴著用淬過毒血的芒刺手套，因此人稱「血手」。曾受挫於南天大俠路仲遠的手上。為逃避他躲進惡人谷。燕南天闖入惡人谷中時，被燕南天打斷右臂，後來在斷腕上裝了鐵鉤爪。性格冷酷寡言，手段狠毒，但亦有一身孤傲氣概，是十大惡人中唯一敢與燕南天正面對決之人。一心培育小魚兒成為最殘酷完美的殺人兇器，在他小時候已逼著他殺野狗、豺狼和老虎，令他身上留下九十多條傷疤。饒是如此，杜殺卻是眾惡人中對養育成長的小魚兒唯一懐有真摯感情的人；撇除掉他殺人不眨眼、為求殺人效率不惜用淬毒暗器、參與折磨已無反抗之力的燕南天之外，其實他也有重信義、重原則的一面。最後被十二星相中白山君的夫人馬亦雲和白開心算計，被馬亦雲暗算身亡。
「不男不女」屠嬌嬌
性別一直是個謎，精於易容術和一切騙術，憑藉此本事騙過眾生，基本上小魚兒大部份的江湖小技巧甚至逗女孩的功夫都是她教的。在惡人谷中經常和李大嘴鬥嘴鬥法，卻令小時候的小魚兒在二人耳濡目染之下學會不少「真本事」。易容術之高甚至連扮裝者的家人都不能拆穿，天下間唯有小魚兒才能兩句說話便看破。當年為培養「天下最惡的人」，說服十大惡人饒過小魚兒。和哈哈兒是一對地下情人，最後被詐死的白開心一掌擊斃，臨死前咬破哈哈兒的喉嚨迫他殉情。
「笑裡藏刀」哈哈兒
外型是彌陀模樣，給人和氣生財印象的胖和尚。本來是少林和尚，因被師妹稱作肥豬而殺掉同門及師父，後逃入惡人谷開黑店客棧。向來以笑作武器，從小教小魚兒陪著他笑。最擅長和人談笑自若，解除對方警戒時，卻暗暗掏刀子殺人。他從來不說真話，在白開心差不多殺盡十大惡人時騙倒白開心，用暗器殺死他，卻被姘頭屠嬌嬌咬死，臨死前奮起全身力量壓死屠嬌嬌。
「不吃人頭」李大嘴
嗜吃人肉，且特別愛好年輕少婦的肉，常說他的妻子是天下第一美味。是鐵萍姑的生父。當年曾為「惜才如命」鐵家莊莊主鐵無雙賞識而收作女婿，由於鐵無雙的女兒認為被辱沒，暗中和李大嘴的師弟暗譜款曲，憤而將與師弟有染的妻子殺而烹煮食之。從此自白道中除名，受到鐵無雙為首的白道圍剿卻能不斷脫險，反而將追殺者殺而食之，因此受到武林中人畏懼而名列「十大惡人」。外號「不吃人頭」便是指他以人的全身除頭之外都可食之而出名，受害者往往只能留下一顆頭顱而已。其實他一直自認愧對鐵無雙，因此從未再對鐵家人下毒手，也一直隱藏妻子不貞的事實，維護鐵家的名聲。
事實上，李大嘴並不特別愛好人肉，甚至早已吃膩。他初嚐人肉時純粹是好奇人肉的滋味，不料卻在偶然間被一名對頭撞見；這名對頭武功雖比李大嘴還高，卻因懼怕他吃人肉的景象而不戰而逃，李大嘴因此才發現「吃人肉」可以給他帶來的好處，自此特意營造自己「嗜吃人肉」的形象。李大嘴以並不特別出色的武功和較為直腸子的性格，卻連在十大惡人之中也受到畏懼而不敢輕易與他衝突，都是多賴了這個名聲。
後期身陷十大惡人的內鬥，遭陰九幽與馬亦云合夥欺騙重傷，反殺陰九幽，直到他臨終之前才向小魚兒等人道出關於自己與鐵家人關係的真相。
「半人半鬼」陰九幽
一双黑溜溜的眼，輕功極高，擅於扮鬼，曾經在暗算少林俗家弟子李大元後，被少林方丈囚在陰冥谷底，但後來幸運逃脫。小魚兒在江湖上經常扮鬼嚇退敵人，其維妙維肖、裝得陰森莫測便是得他真傳。從不喝酒，不能人道，只能以絕頂輕功偷窺別人行房為樂。與白開心合謀殺害其他人，和馬亦云合夥欺騙李大嘴後，卻被瀕死的李大嘴反撲而死。
六人在小鱼儿闯荡江湖过程中出场。
「狂獅」鐵戰
身形異常寬大，看似没鼻没嘴的奇相，為鐵心蘭之父。本性不惡，但因每每和人比武都是拚命，發起狂來是六親不認，見人就打，過程就往往傷及無辜，最後名列十大惡人之一，卻連十大惡人都不想與之扯上關係。本來武功在十大惡人中還遜於杜殺、屠嬌嬌、軒轅三光等人，只以狂性壓倒眾人；但後來到了無名島，被幾個隱世高手看中這種不要命的性格，傳授他一身武技，令他成為十大惡人武功之首。
「惡賭鬼」軒轅三光
嗜賭如命的賭徒。面如鍋底，滿臉絡腮大鬍子，一雙眉毛像是兩根板刷，眼睛卻像是一隻銅鈴，他眼睛已只剩下一隻，左眼上罩著個黑印罩子，卻更增加了他的彪悍、兇猛之氣，也增加了幾分神秘的魅力。嗜賭如命，喜歡迫人和他打賭，一隻眼睛也賭輸了剜掉，江湖上賭徒傳說「遇到軒轅三光是倒大楣，非賭個天光、錢光、人也光才收手。」為人卻是條豪爽磊落的漢子，贏時不羈豪快，輸也輸乾乾脆脆，願賭服輸。四川出身，經常一口「龜兒子」四川粗話的罵人，但輸錢輸命不輸品。武功在十大惡人中算得上極強，甚至可能不遜於杜殺；但被江南大俠江别鶴折服，未戰而認輸。
「迷死人不賠命」蕭咪咪
愛穿綠衫的年輕少婦，其實已經三十七歲。喜歡收集男寵成為她的「皇后」，包括江玉郎和小魚兒，江湖上不少名門弟子拜倒她裙下，連「二十四孝」孝子賢孫都會被她騙得弒父弒母。七大劍派的每個情郎都教她幾招武功，所以她的武藝儘管算不上絕頂高手，但也俱備相當程度的水準。為人自私陰狠，但曾表明厭惡諸如江別鶴與江玉郎等偽善人士。她偶然發現了一個地下宮殿，還差點得到小魚兒從地下宮殿秘室中拾得的「天地五絕」所创神功，卻最後被小魚兒以機關引水入殿，困在地下宮殿中溺死。
「寧死不吃虧、拚命佔便宜」歐陽丁、歐陽當兄弟
本是一對很瘦的孿生兄弟，為避逃入恶人谷的杜杀等人追債強行暴吃成兩個胖子。寧死不吃虧的脾氣，加上擅於二人扮作一人行騙，連精明如江別鶴也吃過他們的虧。將失憶的慕容九送到小魚兒手中，卻覺吃了虧而要佔回，因此中了屠嬌嬌和小魚兒的計謀。死於杜杀等人的折磨，臨死前卻騙他們到魏無牙的秘處送死，以為用兩條人命換他們五六條人命，算是佔了便宜不吃虧了。
「損人不利己」白開心
一個地痞模樣，卻常常手持一個碧玉鼻煙壺。常常假裝江湖潑皮，又喜歡挑撥離間，做「損人不利己」的事。連小魚兒都受過他的欺騙。為人好色，曾覬覦蘇櫻美色，最後強行娶了十二星相的馬亦雲，兩人合謀要殺光十大惡人。卻被哈哈兒暗箭殺死。

### 其他
萬春流
有「神醫」之稱，自稱「惡醫」，醫術精湛高超，人稱「閻王要人三更死，神醫留人到五更」。但卻因一次失誤，一夜間醫死開封城九十八人，大受打擊以至心灰意冷，躲到惡人谷中反省精研醫道。因為惡人谷中並無其他善研醫術之人，因此在谷中有著超然的地位。
燕南天重傷後以「試驗新醫術」的名義將其救下，暗中尋找讓神劍痊癒的方法，並利用各種機會教育小魚兒正確的認知。是在惡人谷中小魚兒最相信的人，算是人格陶養過程中的明師與燈塔。
小魚兒與花無缺決鬥前幫助小魚兒製出假死藥，某種意義上是拯救了兩兄弟生命和幸福的人。

## 慕容世家
江南第一大勢力。慕容家中九姊妹人稱「人間九秀」，江湖傳聞無論任何事這九姊妹都會。加上九個姊妹的夫婿都是顯赫有名的武林世家子弟，令慕容家的勢力比少林等門派更大。慕容家傳武功以靈巧短打，暗器輕功為主。本家的「九秀山莊」因十二星相中的「白羊」與「黃牛」欲尋小魚兒身上的藏寶圖而放火燒掉。
慕容依
慕容世家的大姐，優雅嫻靜溫柔美麗的女人。丈夫為「美玉劍客」陳鳳超。
名字來源「絕代雙驕前傳提及」
慕容雙
慕容世家的二姐，慕容姊妹中武功最高。天真直爽，有時脾氣雖然壞些，但心地卻是最好的，而且最肯替別人設想。丈夫為「南宮世家」的傳人南宮柳。
慕容珊珊
慕容世家的三姐，性情孤傲憂鬱的才女。丈夫為武林中的絕頂才子，也是兩廣武林的盟主秦劍。
慕容四姑娘
慕容世家的四姐，丈夫為「梅花公子」梅仲良。
慕容五姑娘
慕容世家的五姐，丈夫為「神眼書生」駱明道。
慕容六姑娘
慕容世家的六姐，丈夫為「小白龍」。
慕容七姑娘
慕容世家的七姐，慕容姊妹中最能幹。丈夫為「洞庭才子」柳鶴人。
慕容八姑娘
慕容世家的八姐，丈夫為「萬花客」左春生。
慕容九
《絕代雙驕》裡的人物，慕容世家的九姑娘，長相清麗脫俗，人稱慕容九妹，是個才色兼備的女子，慕容家中最心機、最美麗的么妹。慕容九妹本將要被許配給表弟「玉面神拳」 顧人玉，可惜九妹生性冷淡、孤傲，加之其練習的化石神功，須處女玄陰之體方能習之，所以一直不想嫁人。被小魚兒撞破秘練化石神功，決心殺他報復。後因「親手殺死」的小魚兒死而復生，驚嚇過度而失憶。輾轉被擄，途中卻變成癡呆，遭小魚兒愚弄，最終被花無缺和黑蜘蛛救回。暗中受到黑蜘蛛的保護，最終被其感動。經姐姐們安排，兩人有情人終成眷屬。
張菁
古龍小說《絕代雙驕》中的人物。昔日江湖第一美人玉娘子之女，長得美若天仙，嫵媚無限，嫉惡如仇，手段毒辣，江湖上稱其為小仙女。和慕容世家是表親關係，特別和慕容九最親。武功是江湖上少年英俠中的佼佼者，擅長使用鞭子，出招奇快。喜歡穿火紅裝束，騎著紅馬櫻桃，外剛內柔。起初為了安慰母親的心，決意尋找母親心上人燕南天寶藏，於是追踪帶著藏寶圖的鐵心蘭到回疆。後遇上魔星小魚兒，被他暗算戲弄、奪去初吻，企圖追殺他報復。對小魚兒有似有若無的情愫，卻不了了之，最終和慕容家的表弟顧人玉結為連理。
顧人玉
「玉面神拳」。大塊頭，為人卻老實靦腆，動輒就臉紅過耳。家傳顧家神拳練得穩打穩紮，跟張菁快速輕靈的掌法正是互補不足。一開始受母命追求慕容九，但一路闖蕩江湖，和張菁漸生情愫，二人終成眷屬。
黑蜘蛛
一身黑色緊身衣，輕功一絕，在腕上有機括可射出南海神蛛的千年蛛絲。一手「銀絲飛渡」能飛簷走壁。自視甚高，喜歡當大哥。苦戀慕容九，卻只敢遙遙觀望；直至慕容九流浪江湖，才拼了性命地保護她。二人最終戰勝門第之見，結成眷屬悄然隱居。

## 江家
江別鶴
小魚兒江湖上的主要對頭，也是當年江楓的書僮江琴。江楓視他如親兄弟，但他一心要在江湖揚名立萬，故極欲除去江楓。心狠手辣、精明能幹，他在小魚兒踏入江湖時已是人人稱善的「江南大俠」。看似生活簡樸、但廣結人心；對付人的本領比十大惡人還厲害。他暗地裡製造燕南天武經寶藏的謠言，設計江湖中人和峨嵋派自相殘殺；先「保護」、後劫殺金獅鏢局，名利雙收。
這些事雖被小魚兒一一查出，但卻在小魚兒揭破他之時，在眾人面前只用幾句話便反過來栽贓到小魚兒頭上。最後燕南天重出江湖，廢去江別鶴父子全身武功，押到小魚兒面前。但小魚兒仁慈地饒過了他們的性命，安排他們在顧家為僕，免他們一死。
江玉郎
江別鶴之子。「玉郎」本是江楓的綽號。他自小受江別鶴「訓練」，父子倆合謀江湖。面色蒼白，紈褲子弟的模樣。曾被十大惡人蕭咪咪拐走虐待，在她手下忍氣吞聲，卻在此時遇上江小魚。從遇見小魚兒當天開始和他勾心鬥角，卻處處受制於他。和小魚兒一起得到《五絕神功》，但領悟的不比小魚兒多。及後劫殺金獅鏢局一事中作為主要執行者。騙女孩子有一手，鐵萍姑便被他花言巧語地騙過，被他利用得苦不堪言。

## 十二星相
江湖中人人聞之色變的盜賊；搶劫時只取紅貨，不拿銀兩。行動例不空手而回，數十年來只失手於燕南天和移花宮主手下。他們以十二生肖為名號，其中鼠號「無牙」、牛號「運糧」、虎乃「山君」、兔號「搗藥」、龍號「四靈之首」、蛇乃「碧蛇神君」、馬雖名「亦雲」，又號「虎妻」、羊號「叱石」、雞乃「司晨」、猴名「獻果」、狗號「迎客」、豬為「黑面」，而龍肖在故事中並未登場，僅在對話中提及，號為「四靈之首」。
十二星相又曰十二星象，以十二生肖為藍本出現的團體，江湖聞之色變的盜賊。彼此武功強弱差異很大。十二星相分別為：
| 生肖 | 名稱            | 出场                                                       | 结局                           | 稱號      |
| 鼠   | 魏無牙          | 十二星相實際的首領，蘇櫻養父，武功極高，后期出场           | 最後自盡身亡。                 | 無牙      |
| 牛   | 黃牛            | 在慕容九妹秘密練功之冰洞外与白羊一同出场，十二星相中最勇   | 被小魚兒毒死。                 | 運糧      |
| 虎   | 白山君          | 馬亦雲之夫，十二星相中武功僅次於魏無牙，曾與花無缺戰成平手 | 將妻子馬亦雲讓給白開心後離去。 | 山君      |
| 兔   | 胡藥師          | 最後成為鐵萍姑之夫，獨門武功鎖子縮骨功                     | 是十二星相唯一美好收場之人。   | 搗藥      |
| 龍   | 不詳            | 僅在對話中提及，是十二星相之首                             | 不明                           | 四靈之首  |
| 蛇   | 碧蛇神君        | 前期出埸，十二星相中最陰毒、最狡猾的一人                   | 被貓頭鷹所殺。                 | 食鹿之君  |
| 馬   | 馬亦雲          | 白山君之妻，後來改嫁給白開心，害死十大惡人的罪魁禍首       | 被白開心斷頸殺害。             | 踏雪/虎妻 |
| 羊   | 白羊            | 在慕容九妹秘密練功之冰洞外与黄牛一同出场，十二星相中最智   | 被小魚兒毒死。                 | 叱石      |
| 猴   | 獻果神君/金猿星 | 被燕南天挖去雙眼，墜崖未死，和沈輕虹於山壁洞窟生活         | 被蕭咪咪騙墜崖。               | 獻果      |
| 雞   | 司晨客          | 早期出场，紅衣雞冠一人、黃衣雞胸一人，花衣雞尾三/四人      | 被憐星宮主移花接玉功夫所殺。   | 司晨      |
| 狗   | 黑犬星          | 早期出场，共六七人                                         | 被燕南天所殺。                 | 迎客      |
| 豬   | 黑面君          | 早期出场                                                   | 被憐星宮主移花接玉功夫所殺。   | 黑面      |

## 其他角色
桃花
在大草原的遊牧民族姑娘，臉若桃花，多情善變，熱情純樸。小魚兒剛出惡人谷她便熱情地相邀留宿。後來又愛上了挺身而出、女扮男裝的鐵心蘭，日後得知鐵心蘭是女子之身時大受打擊。
海紅珠
流浪雜技團團長海老爹獨女，嬌小靈活，像個小公主一般。小魚兒躲避花無缺，化名「海小呆」混入雜技團，鑽研《天下五絕神功》，海紅珠卻暗暗愛上他。小魚兒後來多次救了她，卻不肯與她相認。雜技團卻原來是梅花門下喬裝，擅用失傳武器「梅花勾」。
段三姑
富商段合肥的女兒。因管理父親生意作男子打扮。賞識小魚兒，招到旗下藥舖當掌櫃。在金獅鏢局一案中不斷提供消息給小魚兒，受小魚兒影響要換回女裝。在謀陷江別鶴計中，因妒忌慕容九的美貌沒有依小魚兒說話去做，令小魚兒功敗垂成。
神錫道長
峨嵋掌門。
柳玉如
外號「雪花刀」。
馮天雨
外號「關外神龍劍」。
趙全海
外號「氣拔山河銅拳鐵掌震中洲」，西河十七家鏢局的聯盟總鏢頭。
王一抓
外號「視人如雞」，瘦小枯乾的老人，七十年前便已名揚天下淮南王家世代相傳的「大力鷹爪神功」，「鷹爪門」的第一名家。
黃雞大師
五台山雞鳴寺。
嘯雲居士
外號「一叱開山」，氣功獨步海內，與黃雞大師數十年相交，乃是生死過命的交情。
孫天南
天南劍派掌門，劍掌出手雙絕。
邱清波
邱清波七爺，槍法世家「浙東邱門」掌門人。